# 事業譲渡
事業譲渡（じぎょうじょうと）とは、日本において会社がその事業を譲渡することをいう。譲渡については、譲渡会社の競業禁止や、譲渡会社又は譲受会社の内部手続に関し、会社法が規定を置いている。
旧商法においては、商人一般についてだけでなく会社についても「営業譲渡」という用語を使用していた。しかし、商人が個人で営業する場合、営業ごとに複数の商号を使い分けることができ、営業の譲渡には商号の譲渡が伴うことがある（商法15条1項）。一方、会社については、商号は「○○株式会社」といったいわゆる社名ひとつであり、特定の事業を譲渡しても商号の移転は伴わない。そのため、会社法では商人一般についての「営業譲渡」とは区別し、会社については「事業譲渡」という用語を使用している。

## 事業の意義
「事業」の意義（事業譲渡の意義）については、争いがある。
会社法制定前の判例は、商法の「営業の譲渡」（＝営業そのものの全部または重要な一部を譲渡すること）について、「一定の営業目的のため組織化され、有機的一体として機能する財産（得意先関係等の経済的価値のある事実関係を含む。）の全部または重要な一部を譲渡し、これによって、譲渡会社がその財産によって営んでいた営業的活動の全部または重要な一部を譲受人に受け継がせ、譲渡会社がその譲渡の限度に応じ法律上当然に同法25条（現在の商法16条）に定める競業避止義務を負う結果を伴うものをいうもの」と定義していた。
会社法の事業譲渡においても、この定義が（必要な修正を受けた上で）なお受け継がれていると解されている。単なる物質的な財産（商品、工場など）だけではなく、のれんや取引先などを含む、ある事業に必要な有形的・無形的な財産を一体とした上での譲渡を指す。
この見解は、事業活動の承継の有無により株主総会の特別決議の要否が明確にされ、取引の安全は保護されるが、承継が無い場合は代表取締役等代表者の裁量でおこなわれ、株主の保護には欠けると批判されている。

## 事業譲渡等
下記に掲げる行為をいう（468条、467条）。
1. 事業の全部の譲渡
2. 事業の重要な一部の譲渡（当該譲渡により譲り渡す資産の帳簿価額が当該株式会社の総資産額として法務省令で定める方法により算定される額の五分の一（これを下回る割合を定款で定めた場合にあっては、その割合）を超えないものを除く。）
3. 他の会社（外国会社その他の法人を含む。）の事業の全部の譲受け
4. 事業の全部の賃貸、事業の全部の経営の委任、他人と事業上の損益の全部を共通にする契約その他これらに準ずる契約の締結、変更又は解約
5. 株式会社の成立後二年以内におけるその成立前から存在する財産であってその事業のために継続して使用するものの取得。

## 事業譲渡等の手続
- 取締役会設置会社では、重要な財産の処分である（362条4項1号）から取締役会で事業譲渡の決議がなされる。
- 事業譲渡会社において、事業の全部の譲渡や重要な一部の譲渡をするには、株主総会の特別決議が必要である（467条1項1号・2号、309条2項11号）。
- 事業譲受会社において、事業の全部の譲受をするには、株主総会の特別決議が必要である（467条1項3号、309条2項11号）。
- なお、会社の規模に比べて小規模な事業譲渡は、株主総会決議を省略できる。
  - 譲受会社の規模が大きい場合467条1項2号括弧書き、譲受会社が譲渡会社の特別支配会社の場合468条。
- 株主総会決議の後、反対株主は、譲渡と同時に解散する場合を除いて株式買取請求権の行使が認められる（469条）。
- 株式の価格の決定等（470条）

## 営業譲渡
会社以外の商人の場合、会社法上の事業譲渡に当たるものに商法上の営業譲渡がある。商法は営業譲渡について次のような規定を置いている。

### 競業禁止義務
営業を譲渡した商人（譲渡人）は、当事者の別段の意思表示がない限り、同一市区町村及び隣接市区町村の区域内においては、営業譲渡の日から20年間、同一の営業を行うことが禁止される（商法16条1項）。譲渡人が同一の営業を行わない旨の特約をした場合には、その特約の効力は営業譲渡の日から30年の期間内に制限される（商法16条2項）。また、これらの規定にかかわらず、譲渡人は不正競争の目的をもって同一の営業を行うことが禁じられる（商法16条3項）。

### 譲受人の責任
商号の続用がある場合
営業を譲り受けた商人（譲受人）が譲渡人の商号を続用する場合には、営業譲渡後に遅滞なく譲受人が譲渡人の債務を弁済する責任を負わない旨を登記し、あるいは営業譲渡後に遅滞なく譲受人及び譲渡人から第三者に対してその旨の通知をしない限り、その譲受人は譲渡人の営業時に生じた債務を弁済する責任を負わなければならない（商法17条1項・2項）。
商号の続用がある場合には、譲渡人の営業によって生じた債権について、その営業を譲り受けた譲受人に対して弁済者が善意・無重過失で弁済した場合には有効な弁済として効力を生じる（商法17条4項）。
商号の続用のない場合
商号の続用のない場合でも譲渡人の営業によって生じた債務を引き受ける旨の公告をしたときは、譲渡人の債権者は、その譲受人に対して弁済の請求をすることができる（商法18条1項）。